# Storkyro
Storkyro (finska: Isokyrö) är en kommun i landskapet Södra Österbotten i Finland. Storkyro har 4 480 invånare och har en yta på 356,91 km². Före 2021 hörde kommunen till det angränsande landskapet Österbotten.
Storkyro är en enspråkigt finsk kommun.

## Historia

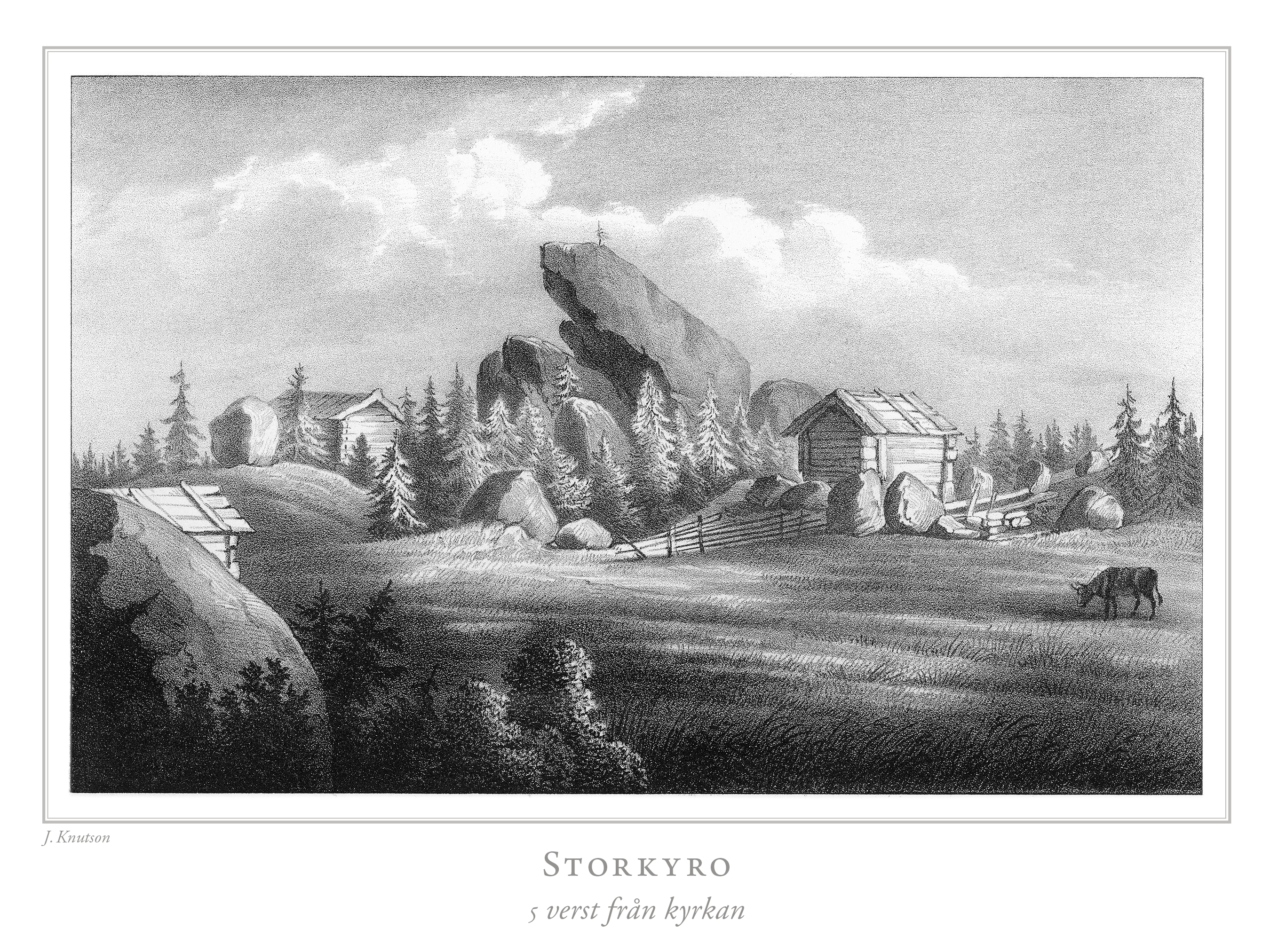
Litografi i Finland framstäldt i teckningar utgiven 1845-1852.

Storkyro kyrksocken torde ha tillkommit i början av 1300-talet även om den i bevarade källor nämns först i slutet av 1400-talet. Av delar av Storkyro och Mustasaari bildades i början av 1500-talet Laihela kapell och samtidigt enbart under Storkyro Ilmola kapell. 1714 utkämpades slaget vid Storkyro vid byn Napo.

## Geografi
Några byar i kommunen är Napo (fi. Napue), Orisberg, Orismala och Riddarla (fi. Ritaala).

## Politik

### Mandatfördelning i Storkyro kommun, valen 1976–2021
| 2 | 3 | 13 |  | 8 |

|  | 3 | 14 |  | 8 |

|  | 3 |  | 12 |  | 9 |

|  | 4 | 13 |  | 8 |

|  | 4 | 14 |  | 7 |

|  | 3 | 2 | 13 |  | 7 |

| 3 |  | 14 | 2 | 7 |

| 4 | 14 | 2 | 7 |

| 16 | 11 |

|  | 4 |  | 12 | 2 | 7 |

| 18 | 9 |

| 3 | 3 | 13 |  | 7 |

| 17 | 10 |

| 4 |  | 15 |  | 6 |

| 20 | 7 |

| 3 | 3 | 14 |  | 6 |

| 17 | 10 |

## Demografi

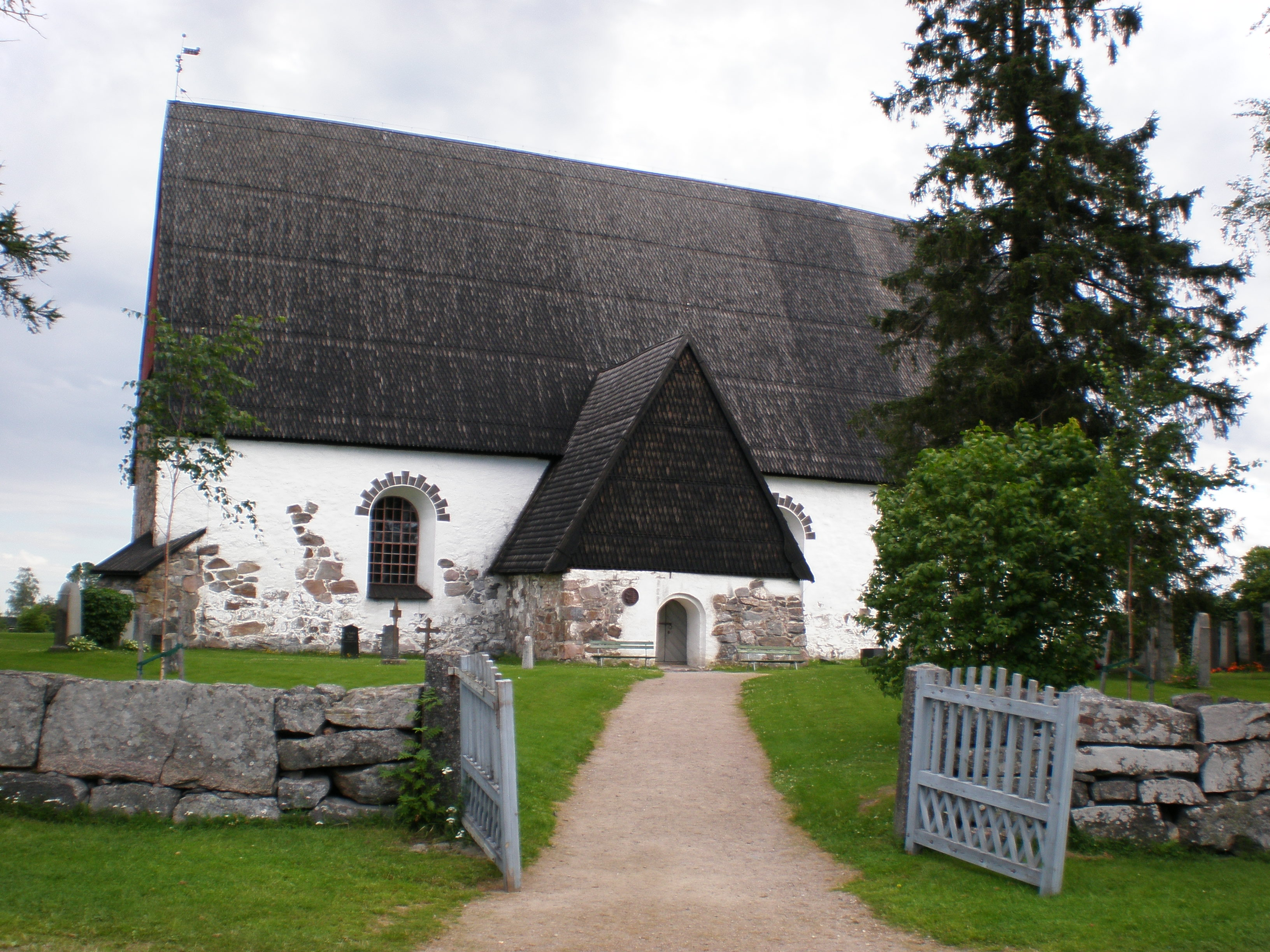
Storkyro gamla kyrka i centralorten Storkyro kyrkoby.

### Befolkningsutveckling
| Befolkningsutvecklingen i Storkyro kommun 1975–2020                                                          | Befolkningsutvecklingen i Storkyro kommun 1975–2020 | Befolkningsutvecklingen i Storkyro kommun 1975–2020 | Befolkningsutvecklingen i Storkyro kommun 1975–2020 | Befolkningsutvecklingen i Storkyro kommun 1975–2020 |
| --- | --------------------------------------------------- | --------------------------------------------------- | --------------------------------------------------- | --------------------------------------------------- |
| |                                                     |                                                     |                                                     |                                                     |
| År |                                                     |                                                     | Folkmängd                                           |                                                     |
| 1975 | 1975                                                |                                                     | 5 582                                               |                                                     |
| 1980 | 1980                                                |                                                     | 5 383                                               |                                                     |
| 1985 | 1985                                                |                                                     | 5 394                                               |                                                     |
| 1990 | 1990                                                |                                                     | 5 340                                               |                                                     |
| 1995 | 1995                                                |                                                     | 5 279                                               |                                                     |
| 2000 | 2000                                                |                                                     | 5 151                                               |                                                     |
| 2005 | 2005                                                |                                                     | 5 044                                               |                                                     |
| 2010 | 2010                                                |                                                     | 4 965                                               |                                                     |
| 2015 | 2015                                                |                                                     | 4 785                                               |                                                     |
| 2020 | 2020                                                |                                                     | 4 471                                               |                                                     |
| Anm: Uppgifterna avser förhållandena den 31 december nämnda år enligt områdesindelningen den 1 januari 2022. |                                                     |                                                     |                                                     |                                                     |

### Språk
Befolkningen efter språk (modersmål) den 31 december 2022. Finska, svenska och samiska räknas som inhemska språk då de har officiell status i landet. Resten av språken räknas som främmande. För språk med färre än 10 talare är siffran dold av Statistikcentralen på grund av sekretesskäl.
| Språk                        | Talare 2022-12-31 | Talare 2022-12-31 |
| Språk                        | Antal             | Andel (%)         |
| ---------------------------- | ----------------- | ----------------- |
| Hela befolkningen            | 4 406             | 100,0             |
| Inhemska språk totalt        | 4 348             | 98,7              |
| Finska                       | 4 316             | 98,0              |
| Svenska                      | 32                | 0,7               |
| Främmande språk totalt       | 58                | 1,3               |
| Estniska                     | 16                | 0,4               |
| Ryska                        | 12                | 0,3               |
| Språk med färre än 10 talare | 30                | 0,7               |

|  | Finska (98,0 %) |

|  | Svenska (0,7 %) |

|  | Främmande språk (1,3 %) |

|  | Finska (98,0 %) |

|  | Svenska (0,7 %) |

|  | Främmande språk (1,3 %) |